# 韦利米尔·松博拉茨
韦利米尔·松博拉茨（羅馬化：Velimir Sombolac，1939年2月27日—2016年5月22日），塞尔维亚男子足球运动员，司职后卫。他曾代表南斯拉夫国奥队参加1960年夏季奥林匹克运动会足球比赛，获得一枚金牌。